# Atractogloea stillata
Atractogloea stillata är en svampart som beskrevs av Oberw. & Bandoni 1982. Atractogloea stillata ingår i släktet Atractogloea och familjen Atractogloeaceae.   Inga underarter finns listade i Catalogue of Life.